# Halikko
Halikko est une ancienne municipalité du sud-ouest de la Finlande, dans la région de Finlande du Sud-Ouest.
Elle a fusionné avec la commune de Salo le 1er janvier 2009

## Histoire
La première mention du lieu et la fondation de la première paroisse datent de 1313. Auparavant, le site était déjà connu et fréquenté par les Vikings. Plusieurs manoirs y sont fondés entre le XIVe et XVIIIe siècles.
La commune reste encore largement rurale, mais a connu depuis 35 ans et l'annexion en 1967 de la commune rurale d'Angelniemi une progression continue de sa population, qui va désormais en s'accélérant. La ville de Salo déborde en effet de plus en plus nettement sur sa voisine occidentale Halikko.

## Géographie
La commune est coincée entre les villes de Paimio et de Salo. La population est répartie sur 52 villages, allant du groupe de quelques fermes à une importante banlieue résidentielle de Salo.
La municipalité est traversée à la fois par l'autoroute no 1 (E18) Helsinki - Turku et par la voie ferrée parallèle. Elle a un petit débouché maritime et comprend une petite partie de la grande île de Kimito.

## Galerie

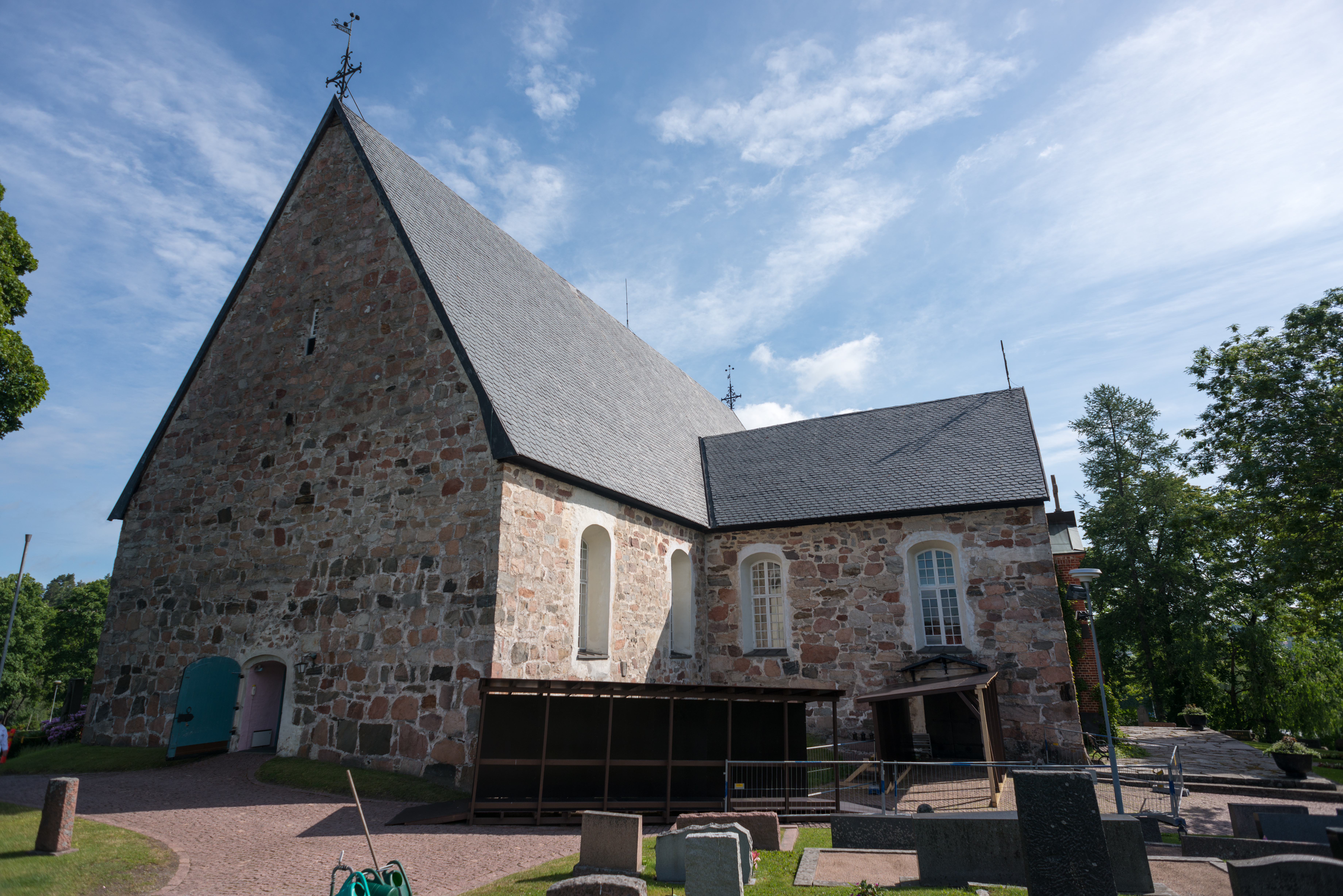
Église d'Halikko.
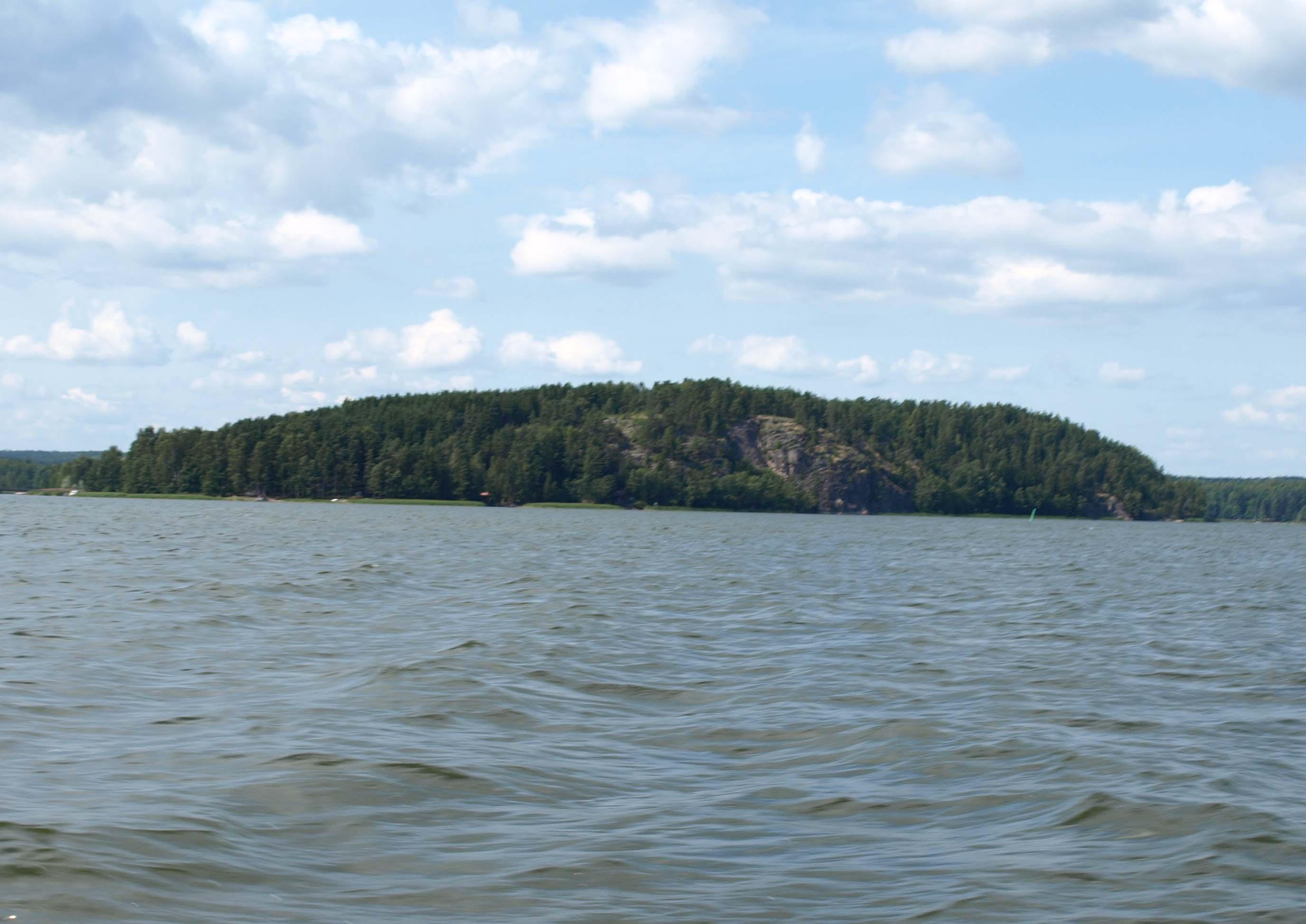
Île d'Angelansaari
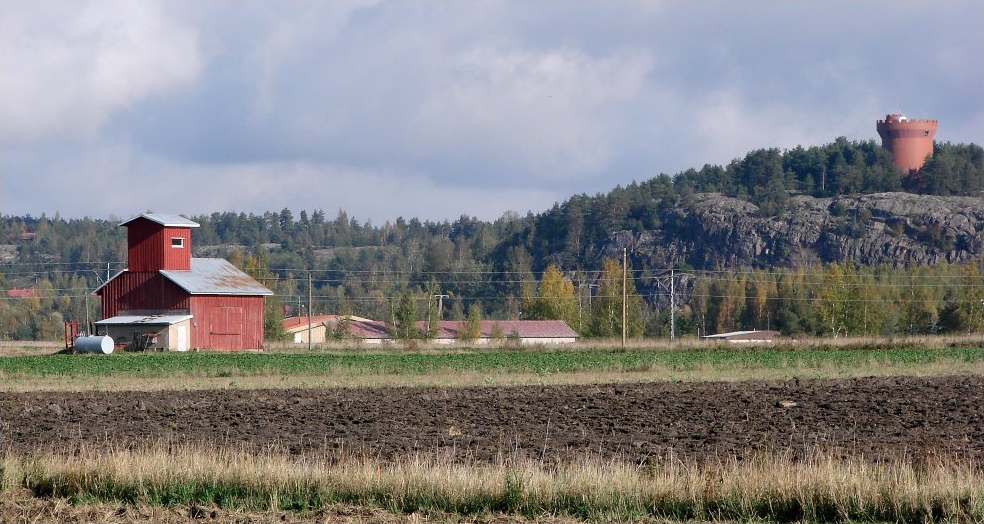
Ferme et château d'eau à Halikko.